# Bladrollers
De bladrollers (Tortricidae) zijn een familie van vlinders uit de superfamilie Tortricoidea. Het typegeslacht van de familie is Tortrix. Wereldwijd zijn ruim tienduizend bladrollersoorten beschreven, waarvan ongeveer 360 in Nederland en België voorkomen.
De naam "bladrollers" kan verwarring opleveren met de keverfamilie uit de familie Attelabidae, die doorgaans "sigarenmakers" worden genoemd en ook weleens bladrollers.

## Kenmerken
Enkele kenmerken van bladrollers zijn:
- De spanwijdte van de vlinder is meestal tussen de 8 en 40 millimeter.
- De lengte van de filiforme antennes bedraagt meestal minder dan twee derde van de vleugellengte.
- De roltong is goed ontwikkeld.
- De rechthoekige vleugels lijken vrij breed en worden in rust als een dakje gevouwen.
- De kop is bedekt met ruwe schubben.
- Het lichaam is bruin, groen of grijs, maar enkele soorten zijn wat bonter gekleurd.

## Voortplanting
De eieren, zo'n vierhonderd per week, worden afzonderlijk of groepsgewijs afgezet op vruchten en bladeren.

## Verspreiding en leefgebied
Deze familie komt wereldwijd voor op bladeren, scheuten, knoppen en vruchten.

## Schade aan planten
De rupsen voeden zich met loof en knoppen. Ze leven in een opgerold of samengevouwen blad. Er zijn soorten die gaten boren in stengels, of die gallen veroorzaken, waardoor ze schade kunnen veroorzaken aan oogstgewassen en bomen.

## Onderfamilies
De bladrollers worden meestal in drie onderfamilies verdeeld.
- Tortricinae
- Chlidanotinae
- Olethreutinae

## In Nederland waargenomen soorten
- Genus: Acleris
  - Acleris abietana - (Dennenboogbladroller)
  - Acleris aspersana - (Bruingele boogbladroller)
  - Acleris bergmanniana - (Gouden boogbladroller)
  - Acleris comariana - (Okergele driehoekbladroller)
  - Acleris cristana - (Diamantborsteltje)
  - Acleris emargana - (Gehakkelde bladroller)
  - Acleris ferrugana - (Lichte boogbladroller)
  - Acleris forsskaleana - (Kleine boogbladroller)
  - Acleris hastiana - (Kameleonbladroller)
  - Acleris holmiana - (Rode driehoekbladroller)
  - Acleris hyemana - (Variabele heidebladroller)
  - Acleris kochiella - (Iepenbladroller)
  - Acleris laterana - (Variabele driehoekbladroller)
  - Acleris lipsiana - (Grijze boogbladroller)
  - Acleris literana - (Groene boogbladroller)
  - Acleris logiana - (Witte boogbladroller)
  - Acleris lorquiniana - (Satijnboogbladroller)
  - Acleris notana - (Oranje boogbladroller)
  - Acleris permutana - (Rozenboogbladroller)
  - Acleris quercinana - (Eikenboogbladroller)
  - Acleris rhombana - (Gehoekte boogbladroller)
  - Acleris rufana - (Gezoomde boogbladroller)
  - Acleris scabrana - (Zwartnekboogbladroller)
  - Acleris schalleriana - (Zuidelijke boogbladroller)
  - Acleris shepherdana - (Spireaboogbladroller)
  - Acleris sparsana - (Esdoornboogbladroller)
  - Acleris umbrana - (Splinterboogbladroller)
  - Acleris variegana - (Witschouderbladroller)
- Genus: Acroclita
  - Acroclita subsequana - (Zeewolfsmelkbladroller)
- Genus: Adoxophyes
  - Adoxophyes orana - (Vruchtbladroller)
- Genus: Aethes
  - Aethes beatricella - (Beatricebladroller)
  - Aethes bilbaensis - (Bruinschoudersmalsnuitje)
  - Aethes cnicana - (C-smalsnuitje)
  - Aethes dilucidana - (Pastinaaksmalsnuitje)
  - Aethes flagellana - (Kruisdistelsmalsnuitje)
  - Aethes francillana - (Peensmalsnuitje)
  - Aethes hartmanniana - (Beemdkroonsmalsnuitje)
  - Aethes margaritana - (Roestbandsmalsnuitje)
  - Aethes piercei - (Schijnbeemdkroonsmalsnuitje)
  - Aethes rubigana - (Donker c-smalsnuitje)
  - Aethes rutilana - (Kanariesmalsnuitje)
  - Aethes smeathmanniana - (Kommabladroller)
  - Aethes tesserana - (Prachtsmalsnuitje)
  - Aethes tornella - (Breedbandsmalsnuitje)
  - Aethes triangulana - (Triangelbladroller)
  - Aethes williana - (Geschaafd smalsnuitje)
- Genus: Agapeta
  - Agapeta hamana - (Distelbladroller)
  - Agapeta zoegana - (Kanariepietje)
- Genus: Aleimma
  - Aleimma loeflingiana - (Zonnesproetbladroller)
- Genus: Ancylis
  - Ancylis achatana - (Dwarsstreephaakbladroller)
  - Ancylis apicella - (Fijngestreepte haakbladroller)
  - Ancylis badiana - (Bonte haakbladroller)
  - Ancylis comptana - (Kleine haakbladroller)
  - Ancylis diminutana - (Lichte haakbladroller)
  - Ancylis geminana - (Witrughaakbladroller)
  - Ancylis laetana - (Witte haakbladroller)
  - Ancylis mitterbacheriana - (Oranje haakbladroller)
  - Ancylis myrtillana - (Bosbeshaakbladroller)
  - Ancylis obtusana - (Rossige haakbladroller)
  - Ancylis paludana - (Puntige haakbladroller)
  - Ancylis subarcuana - (Grijze haakbladroller)
  - Ancylis tineana - (Bruine haakbladroller)
  - Ancylis uncella - (Heidehaakbladroller)
  - Ancylis unculana - (Purperrode haakbladroller)
  - Ancylis unguicella - (Slanke haakbladroller)
  - Ancylis upupana - (Zwarte haakbladroller)
- Genus: Aphelia
  - Aphelia ochreana - (Wildemansmot)
  - Aphelia paleana - (Gele bladroller)
  - Aphelia viburnana - (Oranjegele bladroller)
- Genus: Apotomis
  - Apotomis betuletana - (Berkenmarmerbladroller)
  - Apotomis capreana - (Wilgenmarmerbladroller)
  - Apotomis infida - (Noordse marmerbladroller)
  - Apotomis lineana - (Bruine marmerbladroller)
  - Apotomis sauciana - (Donkere marmerbladroller)
  - Apotomis semifasciana - (Grijze marmerbladroller)
  - Apotomis sororculana - (Variabele marmerbladroller)
  - Apotomis turbidana - (Zwartwitte marmerbladroller)
- Genus: Archips
  - Archips betulana - (Berkenbladroller)
  - Archips crataegana - (Meidoornbladroller)
  - Archips euryplintha
  - Archips fraterna
  - Archips oporana - (Fraaie dennenbladroller)
  - Archips podana - (Grote appelbladroller)
  - Archips rosana - (Heggenbladroller)
  - Archips xylosteana - (Gevlamde bladroller)
- Genus: Argyroploce
  - Argyroploce arbutella - (Kardinaalsbladroller)
  - Argyroploce externa - (Eierdopmot)
- Genus: Argyrotaenia
  - Argyrotaenia ljungiana - (Bruinbandbladroller)
- Genus: Bactra
  - Bactra furfurana - (Getekende biesbladroller)
  - Bactra lacteana - (Schijnbiesbladroller)
  - Bactra lancealana - (Gewone biesbladroller)
  - Bactra robustana - (Zeebiesbladroller)
  - Bactra suedana - (Noordelijke biesbladroller)
- Genus: Cacoecimorpha
  - Cacoecimorpha pronubana - (Anjerbladroller)
- Genus: Capua
  - Capua vulgana - (Meibladroller)
- Genus: Celypha
  - Celypha aurofasciana - (Goudlijnbladroller)
  - Celypha cespitana - (Oranjegele lijnbladroller)
  - Celypha lacunana - (Brandnetelbladroller)
  - Celypha rivulana - (Roodbruine lijnbladroller)
  - Celypha rosaceana - (Roze lijnbladroller)
  - Celypha rufana - (Smallijnbladroller)
  - Celypha rurestrana - (Grauwe lijnbladroller)
  - Celypha siderana - (Kristalbladroller)
  - Celypha striana - (Paardenbloembladroller)
  - Celypha tiedemanniana - (Witte lijnbladroller)
- Genus: Choristoneura
  - Choristoneura adumbratana
  - Choristoneura diversana - (Schijfbandbladroller)
  - Choristoneura hebenstreitella - (Reuzenbladroller)
  - Choristoneura lafauryana - (Gele gagelbladroller)
  - Choristoneura murinana - (Donkere schijfbandbladroller)
- Genus: Clavigesta
  - Clavigesta purdeyi - (Kleine dennenbladroller)
  - Clavigesta sylvestrana - (Grote dennenlotbladroller)
- Genus: Clepsis
  - Clepsis consimilana - (Tuinbladroller)
  - Clepsis dumicolana - (Klimopbladroller)
  - Clepsis neglectana - (Snedebandbladroller)
  - Clepsis pallidana - (Giraffemot)
  - Clepsis peritana - (Yankee)
  - Clepsis rurinana - (Cirkelbladroller)
  - Clepsis senecionana - (Gagelbladroller)
  - Clepsis spectrana - (Koolbladroller)
- Genus: Cnephasia
  - Cnephasia asseclana - (Fijne spikkelbladroller)
  - Cnephasia communana - (Erwtentopbladroller)
  - Cnephasia genitalana - (Vale spikkelbladroller)
  - Cnephasia incertana - (Spikkelbladroller)
  - Cnephasia longana - (Topbladroller)
  - Cnephasia pasiuana - (Moerasspikkelbladroller)
  - Cnephasia pumicana - (Ivoorspikkelbladroller)
  - Cnephasia sedana - (Slanke spikkelbladroller)
  - Cnephasia stephensiana - (Zomerspikkelbladroller)
- Genus: Cochylidia
  - Cochylidia implicitana - (Kamillebladroller)
  - Cochylidia richteriana - (Zwarthoekbladroller)
  - Cochylidia rupicola - (Veelkleurige bladroller)
- Genus: Cochylimorpha
  - Cochylimorpha alternana - (Centauriebladroller)
  - Cochylimorpha straminea - (Moerasbladroller)
- Genus: Cochylis
  - Cochylis atricapitana - (Sint-jacobsbladroller)
  - Cochylis dubitana - (Blauwe distelbladroller)
  - Cochylis flaviciliana - (Regenboogbladroller)
  - Cochylis hybridella - (Koperrandbladroller)
  - Cochylis molliculana - (Dubbelkelkbladroller)
  - Cochylis nana - (Vroege dwergbladroller)
  - Cochylis pallidana - (Zandblauwbladroller)
  - Cochylis posterana - (Roodtipbladroller)
  - Cochylis roseana - (Roze bladroller)
- Genus: Commophila
  - Commophila aeneana - (Koningsmantelmot)
- Genus: Crocidosema
  - Crocidosema plebejana - (Wereldbladroller)
- Genus: Cydia
  - Cydia amplana - (Oranje eikenbladroller)
  - Cydia conicolana - (Breedlijnige kegelbladroller)
  - Cydia coniferana - (Schorssparspiegelmot)
  - Cydia cosmophorana - (Bandspiegelmot)
  - Cydia deshaisiana - (Springboonmot)
  - Cydia duplicana - (Grote sparspiegelmot)
  - Cydia fagiglandana - (Beukenspiegelmot)
  - Cydia grunertiana
  - Cydia illutana - (Doffe sparspiegelmot)
  - Cydia indivisa - (Sparspiegelmot)
  - Cydia inquinatana - (Esdoornbladroller)
  - Cydia interscindana - (Zonnegloedbladroller)
  - Cydia microgrammana - (Stalkruidmot)
  - Cydia nigricana - (Erwtenbladroller)
  - Cydia pactolana - (C-spiegelmot)
  - Cydia pomonella - (Fruitmot)
  - Cydia servillana - (Wilgenspiegelmot)
  - Cydia splendana - (Gewone spiegelmot)
  - Cydia strobilella - (Kegelbladroller)
  - Cydia succedana - (Scherpe spiegelmot)
  - Cydia zebeana - (Dalmatiërbladroller)
- Genus: Cymolomia
  - Cymolomia hartigiana - (Leemvlekbladroller)
- Genus: Dichelia
  - Dichelia histrionana - (Splintervlekbladroller)
- Genus: Dichrorampha
  - Dichrorampha acuminatana - (Margrietwortelmot)
  - Dichrorampha aeratana - (Asgrauwe wortelmot)
  - Dichrorampha agilana - (Kleine wortelmot)
  - Dichrorampha alpinana - (Brede geelvlekwortelmot)
  - Dichrorampha consortana - (Zilverwortelmot)
  - Dichrorampha flavidorsana - (Geelvlekwortelmot)
  - Dichrorampha obscuratana - (Gehoekte wortelmot)
  - Dichrorampha petiverella - (Kommawortelmot)
  - Dichrorampha plumbagana - (Loodlijnwortelmot)
  - Dichrorampha plumbana - (Geelstipwortelmot)
  - Dichrorampha sedatana - (Egale wortelmot)
  - Dichrorampha simpliciana - (Bleke vlekwortelmot)
  - Dichrorampha sylvicolana - (Oranje wortelmot)
  - Dichrorampha vancouverana - (Haakjeswortelmot)
- Genus: Ditula
  - Ditula angustiorana - (Zomerbladroller)
- Genus: Eana
  - Eana argentana - (Zilverbladroller)
  - Eana incanana - (Hoekbandbladroller)
  - Eana osseana - (Crèmekleurige bladroller)
- Genus: Enarmonia
  - Enarmonia formosana - (Schorsboorder)
- Genus: Endothenia
  - Endothenia ericetana - (Andoornkuifbladroller)
  - Endothenia gentianaeana - (Kaardenbolbladroller)
  - Endothenia marginana - (Scherpe kuifbladroller)
  - Endothenia nigricostana - (Donkere kuifbladroller)
  - Endothenia oblongana - (Kustkuifbladroller)
  - Endothenia pullana - (Moeraskuifbladroller)
  - Endothenia quadrimaculana - (Paardenkopbladroller)
  - Endothenia ustulana - (Zenegroenbladroller)
- Genus: Epagoge
  - Epagoge grotiana - (Schemerbladroller)
- Genus: Epiblema
  - Epiblema cirsiana - (Zuidelijke distelzadelmot)
  - Epiblema cnicicolana - (Heelblaadjeszadelmot)
  - Epiblema costipunctana - (Kruiskruidzadelmot)
  - Epiblema foenella - (Hoefijzermot)
  - Epiblema grandaevana - (Grote zadelmot)
  - Epiblema graphana - (Duizendbladzadelmot)
  - Epiblema hepaticana - (Gemarmerde kruiskruidzadelmot)
  - Epiblema scutulana - (Distelzadelmot)
  - Epiblema sticticana - (Variabele zadelmot)
  - Epiblema turbidana - (Hoefbladzadelmot)
- Genus: Epichoristodes
  - Epichoristodes acerbella - (Afrikaanse anjerbladroller)
- Genus: Epinotia
  - Epinotia abbreviana - (Oranje oogbladroller)
  - Epinotia bilunana - (Witte oogbladroller)
  - Epinotia brunnichana - (Witvlekoogbladroller)
  - Epinotia caprana - (Gageloogbladroller)
  - Epinotia cinereana - (Amerikaanse oogbladroller)
  - Epinotia cruciana - (Fraaie oogbladroller)
  - Epinotia demarniana - (Berkenoogbladroller)
  - Epinotia fraternana - (Gezoneerde oogbladroller)
  - Epinotia granitana - (Tweestreepoogbladroller)
  - Epinotia immundana - (Elzenoogbladroller)
  - Epinotia maculana - (Populierenoogbladroller)
  - Epinotia nanana - (Kleine oogbladroller)
  - Epinotia nigricana - (Zwarte oogbladroller)
  - Epinotia nisella - (Variabele oogbladroller)
  - Epinotia pygmaeana - (Witvleugeloogbladroller)
  - Epinotia ramella - (Gemarmerde oogbladroller)
  - Epinotia rubiginosana - (Dennenoogbladroller)
  - Epinotia signatana - (Bruine oogbladroller)
  - Epinotia solandriana - (Zadeloogbladroller)
  - Epinotia sordidana - (Grauwe oogbladroller)
  - Epinotia subocellana - (Wilgenoogbladroller)
  - Epinotia subsequana - (Pyramideoogbladroller)
  - Epinotia tedella - (Sparrenoogbladroller)
  - Epinotia tenerana - (V-oogbladroller)
  - Epinotia tetraquetrana - (Vierkantoogbladroller)
  - Epinotia thapsiana - (Gehoekte oogbladroller)
  - Epinotia trigonella - (Tweevlekoogbladroller)
- Genus: Epiphyas
  - Epiphyas postvittana - (Australische bladroller)
- Genus: Eriopsela
  - Eriopsela quadrana - (Stuifmeelbladroller)
- Genus: Eucosma
  - Eucosma aemulana - (Guldenroedeknoopvlekje)
  - Eucosma balatonana - (Bitterkruidknoopvlekje)
  - Eucosma campoliliana - (Zwartwit knoopvlekje)
  - Eucosma cana - (Distelknoopvlekje)
  - Eucosma conterminana - (Sladistelknoopvlekje)
  - Eucosma hohenwartiana - (Scherp distelknoopvlekje)
  - Eucosma lacteana - (Melkwit knoopvlekje)
  - Eucosma metzneriana - (Zalmkleurig knoopvlekje)
  - Eucosma obumbratana - (Tweekleurig knoopvlekje)
  - Eucosma pupillana - (Prachtknoopvlekje)
  - Eucosma rubescana - (Waddenknoopvlekje)
  - Eucosma tripoliana - (Zeeasterknoopvlekje)
  - Eucosma wimmerana - (Averuitknoopvlekje)
- Genus: Eucosmomorpha
  - Eucosmomorpha albersana - (Roetvlekbladroller)
- Genus: Eudemis
  - Eudemis porphyrana - (Schaduwfruitbladroller)
  - Eudemis profundana - (Bonte fruitbladroller)
- Genus: Eulia
  - Eulia ministrana - (Papegaaibladroller)
- Genus: Eupoecilia
  - Eupoecilia ambiguella - (Blauw smalsnuitje)
  - Eupoecilia angustana - (Gewoon smalsnuitje)
  - Eupoecilia sanguisorbana - (Pimpernelsmalsnuitje)
- Genus: Exapate
  - Exapate congelatella - (Winterbladroller)
- Genus: Falseuncaria
  - Falseuncaria ruficiliana - (Primulabladroller)
- Genus: Gibberifera
  - Gibberifera simplana - (Witte populierenbladroller)
- Genus: Grapholita
  - Grapholita compositella - (Sergeant-majoortje)
  - Grapholita discretana - (V-haakspiegelmot)
  - Grapholita funebrana - (Pruimenmot)
  - Grapholita gemmiferana - (Egaalvlakbladroller)
  - Grapholita janthinana - (Rookkleurige fruitmot)
  - Grapholita jungiella - (Gerekte haakspiegelmot)
  - Grapholita lathyrana - (Oranje spiegelmot)
  - Grapholita lobarzewskii - (Kleine fruitmot)
  - Grapholita lunulana - (Slanke haakspiegelmot)
  - Grapholita molesta - (Grijze fruitmot)
  - Grapholita orobana - (Brede haakspiegelmot)
  - Grapholita tenebrosana - (Zwarte rozenbladroller)
- Genus: Gravitarmata
  - Gravitarmata margarotana - (Dennenappelbladroller)
- Genus: Gynnidomorpha
  - Gynnidomorpha alismana - (Alismabladroller)
  - Gynnidomorpha minimana - (Kartelbladbladroller)
  - Gynnidomorpha permixtana - (Ratelaarbladroller)
  - Gynnidomorpha vectisana - (Zwartstipbladroller)
- Genus: Gypsonoma
  - Gypsonoma aceriana - (Populierenbladroller)
  - Gypsonoma dealbana - (Loofboombladroller)
  - Gypsonoma minutana - (Rode populierenbladroller)
  - Gypsonoma nitidulana - (Grijze populierenbladroller)
  - Gypsonoma oppressana - (Zwarte populierenbladroller)
  - Gypsonoma sociana - (Witsnuitpopulierenbladroller)
- Genus: Hedya
  - Hedya nubiferana - (Gewone witvlakbladroller)
  - Hedya ochroleucana - (Grote witvlakbladroller)
  - Hedya pruniana - (Pruimwitvlakbladroller)
  - Hedya salicella - (Pinguintje)
- Genus: Homona
  - Homona eductana
- Genus: Isotrias
  - Isotrias rectifasciana - (V-bandbladroller)
- Genus: Lathronympha
  - Lathronympha strigana - (Hertshooibladroller)
- Genus: Lobesia
  - Lobesia abscisana - (Slangenkruidbladroller)
  - Lobesia artemisiana - (Bijvoetbladroller)
  - Lobesia botrana - (Druivenbladroller)
  - Lobesia euphorbiana - (Wolfsmelkbladroller)
  - Lobesia littoralis - (Strandkruidbladroller)
  - Lobesia reliquana - (Harlekijnbladroller)
- Genus: Lozotaenia
  - Lozotaenia forsterana - (Gemarmerde drievlekbladroller)
- Genus: Lozotaeniodes
  - Lozotaeniodes formosana - (Stipjesbladroller)
- Genus: Meridemis
  - Meridemis bathymorpha
- Genus: Metendothenia
  - Metendothenia atropunctana - (Kleine stipbladroller)
- Genus: Neosphaleroptera
  - Neosphaleroptera nubilana - (Geelkwastbladroller)
- Genus: Notocelia
  - Notocelia cynosbatella - (Hermelijnbladroller)
  - Notocelia incarnatana - (Smalle hermelijnbladroller)
  - Notocelia roborana - (Scherpe hermelijnbladroller)
  - Notocelia rosaecolana - (Rozenhermelijnbladroller)
  - Notocelia trimaculana - (Breedgehaakte hermelijnbladroller)
  - Notocelia uddmanniana - (Bramenbladroller)
- Genus: Olethreutes
  - Olethreutes arcuella - (Geisha)
  - Olethreutes siderana
- Genus: Olindia
  - Olindia schumacherana - (Coureurmotje)
- Genus: Orthotaenia
  - Orthotaenia undulana - (Woudbladroller)
- Genus: Pammene
  - Pammene agnotana - (Meidoorndwergbladroller)
  - Pammene albuginana - (Eikendwergbladroller)
  - Pammene argyrana - (Fruitdwergbladroller)
  - Pammene aurana - (Oranje dwergbladroller)
  - Pammene aurita - (Morgenroodbladroller)
  - Pammene fasciana - (Gewone dwergbladroller)
  - Pammene gallicana - (Pauwdwergbladroller)
  - Pammene gallicolana - (Galdwergbladroller)
  - Pammene germmana - (Haakjesdwergbladroller)
  - Pammene giganteana - (Grote dwergbladroller)
  - Pammene herrichiana - (Zwartgrijze dwergbladroller)
  - Pammene ignorata - (Lindedwergbladroller)
  - Pammene insulana - (Berkengaldwergbladroller)
  - Pammene juniperana - (Jeneverbesdwergbladroller)
  - Pammene luedersiana - (Gageldwergbladroller)
  - Pammene obscurana - (Grijze dwergbladroller)
  - Pammene ochsenheimeriana - (Sparrendwergbladroller)
  - Pammene populana - (Populierendwergbladroller)
  - Pammene regiana - (Maanmot)
  - Pammene rhediella - (Luciferbladroller)
  - Pammene spiniana - (Sleedoorndwergbladroller)
  - Pammene splendidulana - (Prachtdwergbladroller)
  - Pammene suspectana
  - Pammene trauniana - (Donkere maanmot)
- Genus: Pandemis
  - Pandemis cerasana - (Kersenbladroller)
  - Pandemis cinnamomeana - (Witsnuitbladroller)
  - Pandemis corylana - (Hazelaarbladroller)
  - Pandemis dumetana - (Fijnmazige bladroller)
  - Pandemis heparana - (Leverkleurige bladroller)
- Genus: Paramesia
  - Paramesia gnomana - (Scherpbandbladroller)
- Genus: Pelochrista
  - Pelochrista caecimaculana - (Knoopkruidknoopvlekje)
- Genus: Periclepsis
  - Periclepsis cinctana - (Prinsesbladroller)
- Genus: Phalonidia
  - Phalonidia affinitana - (Zultebladroller)
  - Phalonidia curvistrigana - (Guldenroedebladroller)
  - Phalonidia gilvicomana - (Gemaskerde bladroller)
  - Phalonidia manniana - (Muntbladroller)
  - Phalonidia udana - (Wederikbladroller)
- Genus: Phiaris
  - Phiaris bipunctana - (Tweepuntige lijnbladroller)
  - Phiaris micana - (Roestlijnbladroller)
  - Phiaris palustrana - (Vosrode lijnbladroller)
  - Phiaris schulziana - (Granietbladroller)
  - Phiaris umbrosana - (Kalklijnbladroller)
- Genus: Philedone
  - Philedone gerningana - (Klokbladroller)
- Genus: Phlebozemia
  - Phlebozemia sandrinae
- Genus: Phtheochroa
  - Phtheochroa inopiana - (Dof smalsnuitje)
  - Phtheochroa rugosana - (Schimmelbladroller)
  - Phtheochroa schreibersiana - (Tweekleurig smalsnuitje)
  - Phtheochroa sodaliana - (Bont smalsnuitje)
- Genus: Piniphila
  - Piniphila bifasciana - (Tweebandbladroller)
- Genus: Platynota
  - Platynota rostrana
  - Platynota stultana
- Genus: Pristerognatha
  - Pristerognatha fuligana - (Springzaadbladroller)
  - Pristerognatha penthinana - (Lichte springzaadbladroller)
- Genus: Pseudargyrotoza
  - Pseudargyrotoza conwagana - (Zilvervlekbladroller)
- Genus: Pseudococcyx
  - Pseudococcyx posticana - (Grijze dennenknopmot)
  - Pseudococcyx tessulatana - (Cipresbladroller)
  - Pseudococcyx turionella - (Gewone dennenknopmot)
- Genus: Pseudohermenias
  - Pseudohermenias abietana - (Sparrenbladroller)
- Genus: Pseudosciaphila
  - Pseudosciaphila branderiana - (Grote populierenbladroller)
- Genus: Ptycholoma
  - Ptycholoma lecheana - (Koraalbladroller)
- Genus: Ptycholomoides
  - Ptycholomoides aeriferana - (Ravenbladroller)
- Genus: Retinia
  - Retinia perangustana - (Larikskegelmot)
  - Retinia resinella - (Harsbuilmot)
- Genus: Rhopobota
  - Rhopobota myrtillana - (Bosbesbladroller)
  - Rhopobota naevana - (Topspinnertje)
  - Rhopobota stagnana - (Duifkruidbladroller)
  - Rhopobota ustomaculana - (Prachtbosbesbladroller)
- Genus: Rhyacionia
  - Rhyacionia buoliana - (Gewone dennenlotboorder)
  - Rhyacionia duplana - (Rechte dennenlotboorder)
  - Rhyacionia pinicolana - (Rode dennenlotboorder)
  - Rhyacionia pinivorana - (Grijze dennenlotboorder)
- Genus: Sparganothis
  - Sparganothis pilleriana - (Puntsnuitbladroller)
- Genus: Spatalistis
  - Spatalistis bifasciana - (Azuurbladroller)
- Genus: Spilonota
  - Spilonota albicana
  - Spilonota laricana - (Bonte lariksbladroller)
  - Spilonota ocellana - (Rode knopbladroller)
- Genus: Stictea
  - Stictea mygindiana - (Bosbeslijnbladroller)
- Genus: Strophedra
  - Strophedra nitidana - (Zwarte eikenbladroller)
  - Strophedra weirana - (Beukenbladroller)
- Genus: Syndemis
  - Syndemis musculana - (Struikbladroller)
- Genus: Tetramoera
  - Tetramoera langmaidi - (Bamboebladroller)
- Genus: Thaumatotibia
  - Thaumatotibia leucotreta - (Afrikaanse fruitmot)
- Genus: Thiodia
  - Thiodia citrana - (Citroenbladroller)
- Genus: Tortricodes
  - Tortricodes alternella - (Voorjaarsbladroller)
- Genus: Tortrix
  - Tortrix viridana - (Groene eikenbladroller)
- Genus: Zeiraphera
  - Zeiraphera griseana - (Grijze lariksbladroller)
  - Zeiraphera isertana - (Grootkopbladroller)
  - Zeiraphera ratzeburgiana - (Naaldboombladroller)
  - Zeiraphera rufimitrana - (Roodkopbladroller)